# د. جاي كامبل
د. جاي كامبل (بالإنجليزية: D.J. Campbell)‏ هو لاعب كرة قدم أمريكية أمريكي، ولد في 24 يوليو 1989 في لاس فيغاس في الولايات المتحدة.

## وصلات خارجية
- د. جاي كامبل على موقع مرجع كرة القدم المحترفة.كوم (الإنجليزية)